# 5155 Denisyuk
Az 5155 Denisyuk (ideiglenes jelöléssel 1972 HR) a Naprendszer kisbolygóövében található aszteroida. Tamara Mihajlovna Szmirnova fedezte fel 1972. április 18-án.